# Ordine di battaglia di Ramillies
L'ordine di battaglia di Ramillies è l'elenco delle unità militari che combatterono nella battaglia di Ramillies del 23 maggio 1706, nel corso della guerra di successione spagnola, e che vide la vittoria delle truppe della Grande Alleanza su quelle franco-bavaresi.

## Borbonisti
Comandante in capo delle forze borboniste ( Francia –  Lealisti di Filippo di Borbone –  Elettorato di Baviera):
François de Neufville, duca di Villeroi 
La disposizione delle divisioni franco-spagnole è data da sinistra a destra. Villeroi aveva il comando dell'ala sinistra, Guiscard di quella destra
- Divisione di fanteria Birkenfeld (con il lato destro ancorato a Autre-Église)
  - Brigata Zuñiga
    -  Reggimento Sparre 
    -  Reggimento Zuniga
    -  Reggimento Courrieres

  - Brigata Du Baril
    -  Reggimento du Roi
- Divisione di fanteria d'Antin (disposta dietro Autre-Église)
  - Brigata Pfiffer
    -  Reggimento (svizzero) Hessy 
    -  Reggimento (svizzero) Pfiffer 

  - Brigata Grimaldi
    -  Reggimento Grimberghes
    -  Reggimento Laernes
    -  Reggimento Grimaldi
- Divisione di cavalleria Egmont
  - Brigata Rosen
    -  Reggimento Royal-Cravates cavalleria 
    -  Reggimento Rosen cavalleria 

  - Brigata Weickel
    -  Reggimento di cavalleria Arco (1º e 2º squadrone)
    -  Reggimento Corazzieri Weickel
    -  Reggimento Corazzieri Arco

  - Brigata Santini
    -  Reggimento Guardias de España 
    -  Reggimento di cavalleria Arco (3º squadrone)
    -  Reggimento Guardia Bavarese

  - Brigata d'Escorial
    -  Reggimento Dragoni Mestre de Camp 
    -  Reggimento Dragoni Pasteur
    -  Reggimento Dragoni Richebourg
- Divisione di fanteria Villeroi (con il lato destro ancorato a Offus)
  - Brigata La Marck
    -  Reggimento (tedesco) La Marck 
    -  Reggimento (italiano) Montroux

  - Brigata Isenghien
    -  Reggimento Isenghien 
    -  Reggimento St Sulpice
- Divisione di fanteria Grimaldi (disposta dietro quella di Villeroi)
  - Brigata Leyde
    -  Reggimento Bournonville
    -  Reggimento Leyde

  - Brigata Saint-Pierre
    -  Reggimento (vallone) Saint-Vallier
    -  Fusilieros de Fiandres
- Divisione di fanteria Surville
  - Brigata Montpesat
    -  Reggimento Gardes Françaises 
    -  Reggimento (svizzero) Gardes Suisses 

  - Brigata Besenval
    -  Reggimento (svizzero) Castellas
- Divisione di fanteria Lede
  - Brigata Steckenberg
    -  Reggimento (tedesco) Alsace 

  - Brigata Nassau
    -  Reggimento (tedesco) Nassau
    -  Reggimento (tedesco) Holstein
    -  Reggimento (piemontese) Nice 
    -  Reggimento (italiano) Saint-Segond
- Divisione di cavalleria Horn (dietro le divisioni Surville e Lede)
  - Brigata Costa
    -  Reggimento Carabinieri Prinz Philipp
    -  Reggimento Corazzieri Wolframsdorf
    -  Reggimento Corazzieri Costa
    -  Reggimento Cavalleria Dobbelstein

  - Brigata Beringhem
    -  Reggimento Cavalleria Béringhem
    -  Cano Cavalleria

  - Chassonville
    -  Reggimento Dragoni Chassonville
    -  Reggimento Dragoni Bretagne
- Divisione di fanteria d'Artagnan (a Ramilles)
  - Brigata Seluc
    -  Reggimento Picardie 
    -  Reggimento (irlandese) Clare 

  - Brigata Albergotti
    -  Reggimento Gondrin 
    -  Reggimento (italiano) Royal-Italien 

  - Brigata Maffei
    -  Reggimento Granatieri della Guardia
    -  Reggimento Fucilieri della Guardia
    -  Reggimento della Guardia
- Divisione di cavalleria Guiscard (tra Ramillies e Taviers)
  - Brigata Nill
    -  Reggimento Cavalleria Tarente
    -  Reggimento Cavalleria Courcillon

  - Maison du Roi
    -  Gendarmes de la Garde
    -  Chevau-légers de la Garde 
    -  Mousquetaires de la Garde 
    -  Grenadiers à cheval 
    -  Garde écossaise 
    -  1e Garde du corps 
    -  2e Garde du corps 
    -  3e Garde du corps
- Divisione di fanteria Biron
  - Brigata Sezanne
    -  Reggimento (svizzero) Villars-Chandieu 
    -  Reggimento (svizzero) Greder (1º e 2º battaglione) 

  - Brigata Wolfskehl
    -  Reggimento Wolfskehl
    -  Reggimento Kurprinz

  - Brigata Nonan
    -  Reggimento Provence 
    -  Reggimento Bassigny
- Divisione di cavalleria Chimay (dietro la divisione Guiscard)
  - Brigata Fraula
    -  Reggimento di cavalleria Fresin
    -  Reggimento di cavalleria Gaetano
    -  Reggimento di cavalleria (italiano) Fraula
    -  Reggimento di cavalleria Costa
    -  Reggimento di cavalleria Heyder

  - Brigata Desmarets
    -  Reggimento di cavalleria Maine
    -  Reggimento di cavalleria Desmarets
    -  Reggimento di cavalleria Gacé
    -  Reggimento di cavalleria Royé
- Divisione di cavalleria Gassion (dietro la divisione Chimay)
  -  Hussards de Verseilles
  - Brigata Apelterre
    -  Reggimento di cavalleria Aubusson Saint-Paul
    -  Reggimento di cavalleria Bellefonds
    -  Reggimento di cavalleria Colonel Général

  - Brigata Mimur
    -  Reggimento di cavalleria Royal-Étranger 
    -  Reggimento di cavalleria Toulouse
- Divisione di cavalleria Roussy (dietro la divisione Gassion)
  - Brigata Bar
    -  Reggimento di cavalleria Toulongeon
    -  Reggimento di cavalleria Bar

  - Brigata Nugent
    -  Reggimento di cavalleria Lacatoire
    -  Reggimento di cavalleria (irlandese) Nugent

  - Brigata Mortani
    -  Reggimento di cavalleria Beaussart
    -  Reggimento di cavalleria (tedesco) Royal-Allemand
- Divisione di cavalleria Rohan-Chabot (dietro la divisione Roussy)
  - Brigata Ferrar
    -  Reggimento Dragoni Aubigné
    -  Reggimento Dragoni Ferrar

  - Brigata Nothafft
    -  Reggimento Dragoni della Guardia
    -  Reggimento Dragoni Acquaviva
    -  Reggimento Dragoni Le Roi
- Distaccamenti
  - Distaccamento a Franquenée (appiedati)
    -  Reggimento Dragoni Rohan-Chabot
    -  Reggimento Dragoni Pignatelli

  - Distaccamento a Taviers e presso il torrente Vissoule
    -  Reggimento (svizzero) Greder (3º battaglione)

## Grande Alleanza
Comandante in capo della Grande Alleanza ( Regno d'Inghilterra –  Repubblica delle Sette Province Unite –  Regno di Scozia –  Regno di Prussia):
John Churchill, I duca di Marlborough 
Ala destra
- Divisione di cavalleria Tilly
  - Brigata Lumley
    -  Scots Greys
    -  Ross' Dragoons
    -  The Queen's Regiment of Horse
    -   Cadogan’s Horse
    -   Duke of Leinster's Horse
    -   Carabineers
    -   Wood's Horse

  - Brigata Dompré
    -  Garde Dragonders
    -  Gardes du Corps
    -  Obdam cavalleria
    -  Croix de Fréchapelle cavalleria
    -  Chanclos cavalleria
    -  Athlone cavalleria
    -  Rammingen cavalleria
    -  Dompré cavalleria

  - Brigata Oyen
    -  Van der Nath dragoni
    -  Benningsens dragoni
    -  Heiden cavalleria
    -  Canstein cavalleria
    -  Baldwin cavalleria
    -  Vittinghof cavalleria
    -  Hünerbein cavalleria
    -  Rheden cavalleria
    -  Hessen-Homburg cavalleria

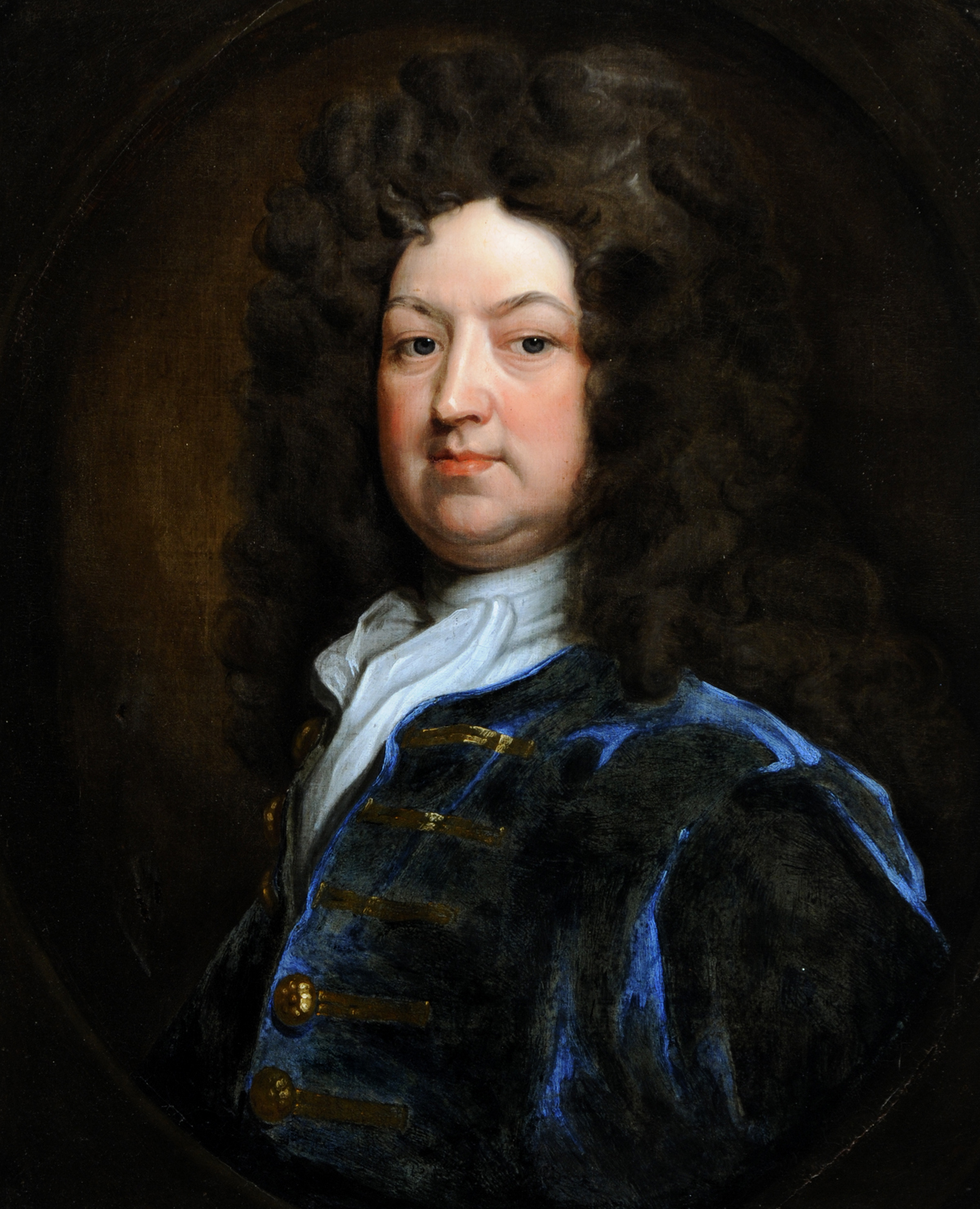
Ritratto di Charles Churchill (1656-1714), fratello minore di John Churchill, I duca di Marlborough e comandante del centro alleato

Centro, sotto il comando di Churchill
- Divisione di fanteria Orkney
  - Brigata Withers
    -  Marlborough's Foot
    -  Orkney's Foot (1º battaglione)
    -  Earl of Derby’s Foot
    -  Lord John Dalrymple's Foot
    -  Sampson de Lalo’s Foot
    -  Welch Regiment of Fusiliers (Sabine's) 
    -  Queen’s Regiment of Foot (Webb's)

  - Brigata McCartney
    -  Churchill's Foot
    -  Mordaunt's Foot
    -  Evans's Foot
    -  Macartney's Foot
    -  Stringer's Foot
    -  Hon. Emmanuel Scrope Howe's Foot

  - Brigata Donop
    -  Livgarden til Fods
    -  Prins Carl (2º battaglione)
    -  Sjællandske (1º battaglione)
    -  Oldenborgske
- Divisione di fanteria Ingoldsby
  - Brigata Meredith
    -  Orkney's Foot (2º battaglione)
    -  Ingoldsby's Foot
    -  Thomas Farrington's Foot
    -  Thomas Meredith's Foot
    -  William Tatton’s Foot
    -  Lord North and Grey’s Foot

  - Brigata Schwärtzel
    -  Prins Carl (1º battaglione)
    -  Fynske
    -  Württemberg-Oels
- Divisione di fanteria Spaar
  - Brigata Collier (6 bns, 3,660 men)
    -  Erbprinz Friedrich von Hesse-Kassel
    -  Lattorf
    -  Heukelom
    -  Oxenstierna (svedese)
    -  Capol (svizzero)
    -  Hirtzel (svizzero)

  - Brigata Ziethen
    -  Saint-Pol
    -  Bernstorf
    -  Brunck
    -  Nassau-Usingen (vallone)
    -  Prinz Ludwig
    -  Anhalt-Zerbst
- Divisione di fanteria Dedem
  - Brigata Soutelande
    -  van Deelen
    -  Nassau-Woudenberg
    -  Kroonprins (prussiano)
    -  Soutelande
    -  Tscharner (svizzero)

  - Brigata Argyll («Scots brigade»)
    -  Argyll (scozzese)
    -  Borthwick (scozzese)
    -  Colyear (scozzese)
    -  Murray (scozzese)

  - Brigata Wassenaer
    -  Hollandsche Gardes
- Divisione di fanteria Oxenstierna
  - Brigata Welderen
    -  Grumbkow
    -  Dedem
    -  Heyden
    -  Els
    -  Huffel
    -  Jung-Senckendorf

  - Brigata Bernsdorff
    -  Ranzow
    -  Tecklenburg
    -  Vegelin
    -  Ranck
    -  Sturler (svizzero)
- Divisione di fanteria Holstein-Beck
  - Brigata van Keppel
    -  Aderkas
    -  Barner
    -  Keppel
    -  Schwartz
    -  Pallandt

  - Brigata Murray
    -  Albemarle (svizzero)

  - Brigata Wermüller
    -  Salisch
    -  Slangenburg
    -  Oranje-Friesland

Ala sinistra, sotto il comando di Auverquerque
- Divisione di cavalleria Cirksena
  - Brigata d'Auvergne
    -  Cirsena cavalleria
    -  van Eck cavalleria
    -  Pentz cavalleria
    -  Rochford cavalleria

  - Brigata Nassau La Leck
    -  Gardes te Paard
    -  Karabinier
    -  Dragoni Dopf
- Divisione di cavalleria Hompesch
  - Brigata St. Laurent
    -  Tengnagel cavalleria
    -  Driesbergen cavalleria
    -  St. Laurent cavalleria

  - Brigata Grovestine 
    -  Grovestine cavalleria
    -  Eminga cavalleria
    -  Erbach cavalleria
    -  Oranje-Friesland

  - Brigata Portall
    -  Dragoni Schmettau
    -  Dragoni Bauditz
- Divisione di cavalleria Württemberg-Neustadt
  - Brigata Rantzau
    -  2º Corazzieri Sjællandske
    -  Holstein cavalleria
    -  Corazzieri Württemberg
    -  2º Corazzieri Jyske

  - Brigata Brockdorff
    -  3º Corazzieri Jyske
    -  5º Corazzieri Jyske
    -  4º Corazzieri Jyske
    -  Livregimentet til Hest

  - Brigata Bonnart
    -  Dragoni Württemberg-Oels